# Bad Eilsen
Bad Eilsen ist eine kreisangehörige Gemeinde des Landkreises Schaumburg im südwestlichen Niedersachsen in Deutschland. Die Gemeinde liegt nahe der Stadt Bückeburg, ist Verwaltungssitz der Samtgemeinde Eilsen und hat rund 2500 Einwohner. Eine Schwefelquelle und die Gründungsinitiative der Gräfin Juliane zu Schaumburg-Lippe bilden die Basis für den Bäderbetrieb und das heutige Heilbad.

## Geografie
Bad Eilsen liegt im südwestlichen Niedersachsen zwischen den Nachbarstädten Bückeburg, Rinteln und Obernkirchen. Die Gemeinde liegt an den Höhenzügen Harrl und Bückeberge, sowie nördlich des Wesergebirges. Im Südwesten der Samtgemeinde Eilsen liegt die Landesgrenze zu Nordrhein-Westfalen. Die Bückeburger Aue fließt durch den Ort.

## Geschichte
Das Gebiet um Bad Eilsen war möglicherweise bereits in der Römerzeit besiedelt und seine Heilquellen schon früh bekannt und genutzt. Diese Spekulation beruht auf Funden in der Nähe der Quellen. Das erstmals 1033 urkundlich erwähnte kleine Dorf am Harrl war im 12. Jahrhundert noch unter dem Namen Eildissum bekannt und änderte seinen Namen über Eylezhusen im 13. und Eilzen im 19. Jahrhundert zum heutigen Eilsen.
Über viele Jahrhunderte nutzen die Einwohner ihre „Stinkequellen“, die zu den stärksten Schwefelquellen Europas zählen, zur Linderung von Gicht, Rheuma und Hauterkrankungen.
1794 fasste die Gräfin Juliane zu Schaumburg-Lippe den Entschluss, Eilsen zum Kurbad zu machen, sie kaufte in den folgenden Jahren 23 Morgen Land im Quellbereich von den Bauern und ließ die Quellen fassen. Nach ihrem frühen Tod 1799 wurde der Ausbau des Ortes zu einem Heilbad von ihrem Nachfolger fortgeführt, sodass man die Eröffnung des Bades etwa um das Jahr 1802 annehmen kann. In den folgenden Jahren wurden die Bade- und Logiereinrichtungen kontinuierlich erweitert. Am 1. Januar 1817 erfolgte die Gründung der „Eilser Sparlade“ (heutiges Wohn- und Gewerbehaus in der Bahnhofstr. 14), des ältesten genossenschaftlich organisierten Geldinstitutes der Welt, durch den Eilser Schuster Friedrich Witte (1792–1857).
Im 19. Jahrhundert entwickelte sich Bad Eilsen zu einem Modebad, das sich großer Beliebtheit erfreute. Kurdirektor war ab 1838 der Maler Carl Wilhelm Tischbein. Die Güte der Quellen und die Heilerfolge konnten mit denen des nahe gelegenen und zeitgleich aufstrebenden Bad Nenndorf mithalten. Ebenso wie dort, machte man den Kuraufenthalt durch eine Spielbank attraktiver. Das 1808 aus Bückeburg verlegte konzessionierte Spiel brachte der Regierung 500 Reichstaler jährlich. Als Mindesteinsatz bei Pharo und Rouge et noir wurde ein Taler festgesetzt, für Roulette sollten es 24 Kreuzer rheinisch sein. Bereits 1810 wurden 800 Reichstaler für die Konzession geboten. Zu dieser Zeit wurde auch „niedriges Volk“ vom Spiel ausgeschlossen. Die Landstände beantragten im Dezember 1848 die Aufhebung der Spielbank. Der Fürst kam 1849 der Schließungsanordnung der Paulskirchenversammlung nach.
Der Bau der Bahnstrecke Hannover–Minden mit dem Bahnhof Bückeburg brachte Mitte des 19. Jahrhunderts einen neuen Wachstumsschub für den Ort. Bereits 1848 wurde im Harrl der Idaturm errichtet. Er diente als Arbeitsbeschaffung in wirtschaftlich schwieriger Zeit, als Landesvermessungsturm und Wanderziel für die Badegäste. Der kleine aber feine Kurort hatte auch prominente Gäste wie Franz Liszt, Clara Wieck, Hermann Löns, Richard Tauber und Gerhart Hauptmann.

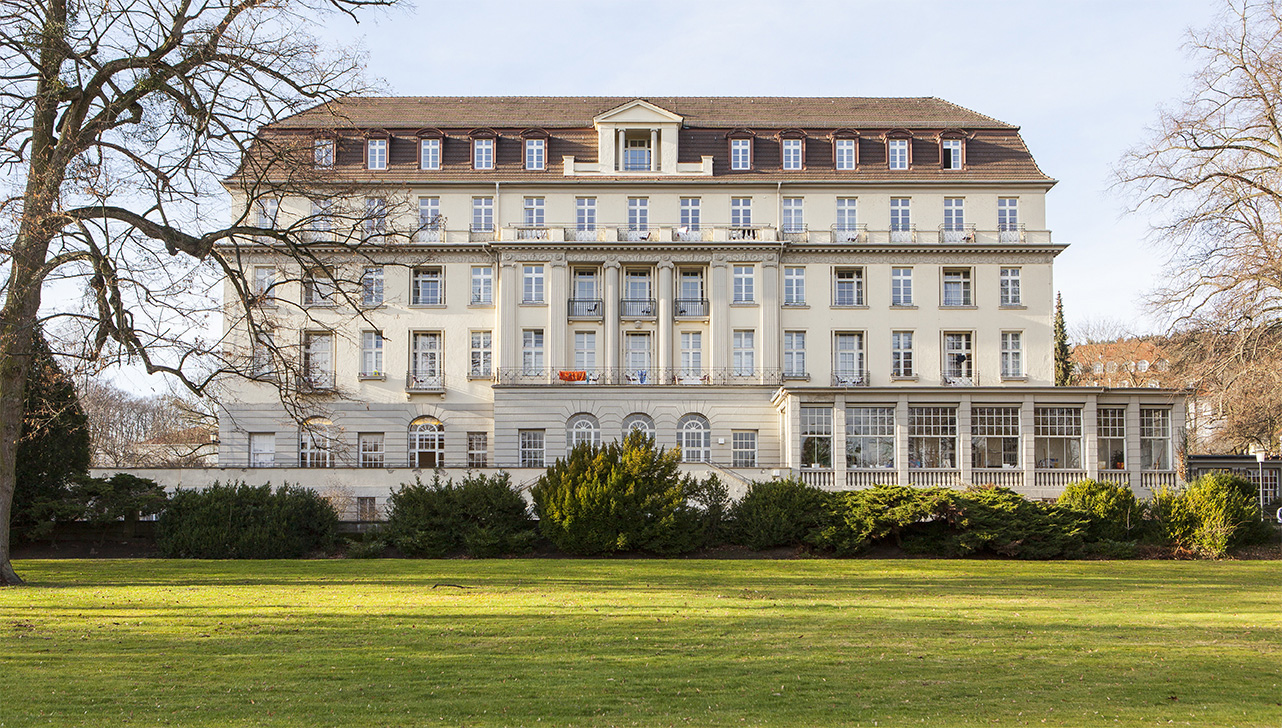
Fürstenhof am Kurpark

Nach dem Ersten Weltkrieg ging es 1918 mit der Eröffnung des „Fürstenhofs“, eines der schönsten und elegantesten  Hotels seiner Zeit, weiter voran und Bad Eilsen bekam einen eigenen Bahnhof und damit direkten Anschluss an die Strecke Hannover-Minden durch die Kleinbahnstrecke Bückeburg – Bad Eilsen, dem sogenannten „Eilser Minchen“. Diese Bahnlinie existiert nicht mehr. Die durch Bad Eilsen führende Kleinbahn Rinteln – Stadthagen ist heute eine Museumsbahn. 1934 fand die 3. Internationale Agrarkonferenz in Bad Eilsen statt, 1939 kam der Anschluss an die Reichsautobahn. Die Kuranlagen Bad Eilsens befanden sich auch nach dem Ersten Weltkrieg weiterhin im Besitz des „Hauses Schaumburg-Lippe“, zuletzt im Besitz Adolf II. von Schaumburg-Lippe (der Letzte aus der Familie, der sich rechtmäßig „Fürst“ nennen durfte), nach dessen Tod dann im Besitz seines ältesten Bruders Ernst Wolrad Prinz zu Schaumburg-Lippe.
Von 1940 bis 1945 waren die Focke-Wulf-Flugzeugwerke aus Bremen nach Bad Eilsen verlegt worden. Im Kurpark wurden 20 Baracken errichtet, die Gebäude des Bades wurden von rund 2000 Angestellten genutzt.
Die Nachfahren von Ernst Wolrad behaupten stets, dass 1941 Hermann Göring Bad Eilsen für die bremische Firma Focke-Wulf beschlagnahmte, die hinfort hier Flugzeuge für die Luftwaffe konstruieren ließ. Gegen eine Beschlagnahme und für ein einvernehmliches Vorgehen spricht aber, dass urkundlich eine Vermietung an Focke-Wulf nachgewiesen werden kann, dass in der Steuererklärung 1945 Ernst Wolrad Mieteinnahmen angab und dass es keinen urkundlichen Nachweis für die Beschlagnahme gibt.
1945 rückte die englische Besatzungsmacht ein und machte das Bad zum Hauptquartier der Royal Air Force als Teil der Besatzungskräfte in Deutschland. Diese gab die Kurstadt erst 1955 wieder frei, es fiel zurück in den Besitz Ernst Wolrads zu Schaumburg-Lippe.
1957 verkaufte Ernst Wolrad zu Schaumburg-Lippe das Bad mit allen Badeeinrichtungen, den großen Hotels im Kurbezirk und dem Kurpark an die Landesversicherungsanstalten Berlin und Hannover. Erst 1959 konnte das Bad wieder eröffnet werden. 1961 entstand die „Kurklinik für innere und orthopädische Erkrankungen der Landesversicherungsanstalt Hannover“. Die LVA Hannover wurde 1961 alleinige Eigentümerin des Bades. 1971 bekam Bad Eilsen die Anerkennung als „Staatliches Heilbad“.

## Religion

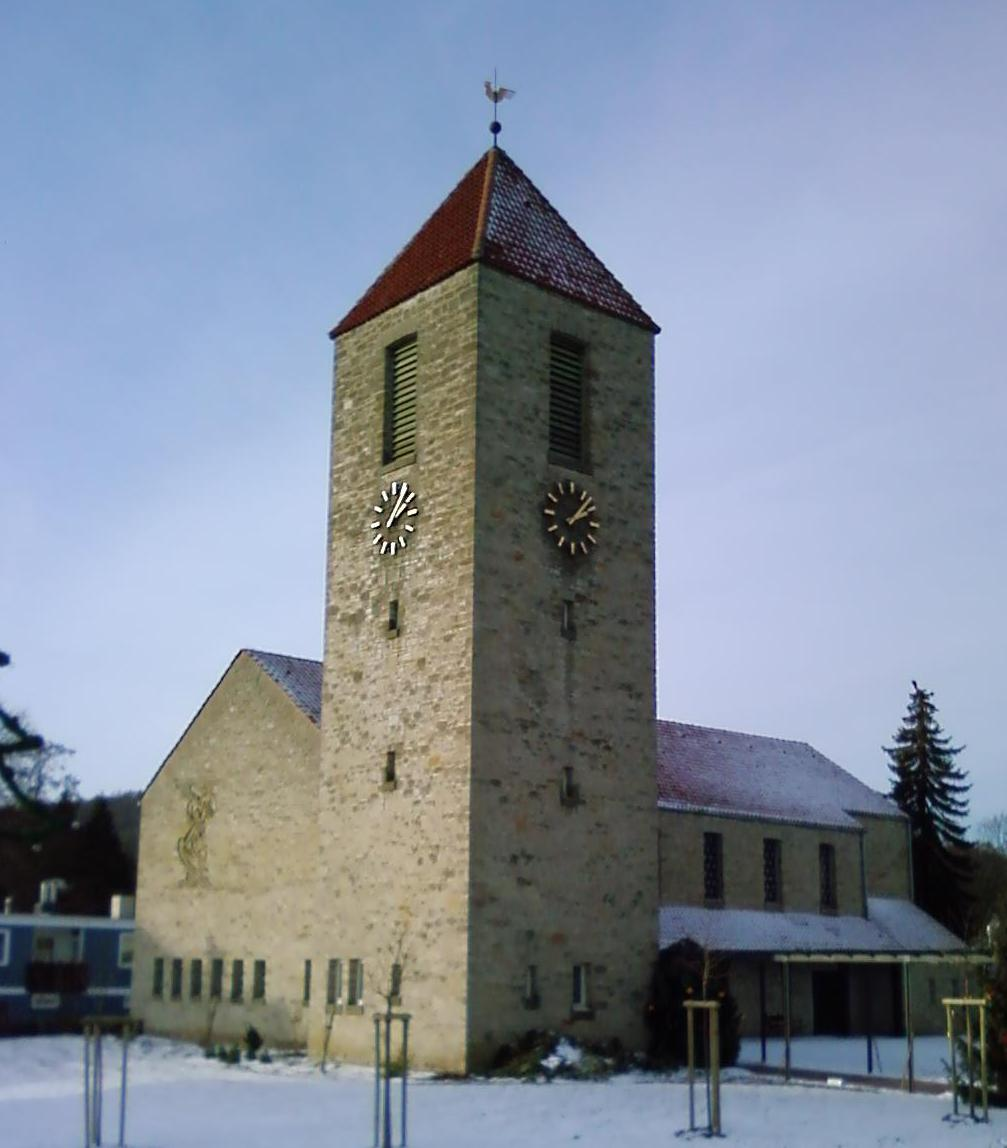
Die Christuskirche in Bad Eilsen

Bad Eilsen bildet erst seit dem 1. November 1954, gemeinsam mit Heeßen, eine eigene evangelisch-lutherische Kirchengemeinde innerhalb der Schaumburg-Lippischen Landeskirche. Zuvor gehörten beide Gemeinden zur Kirchengemeinde Obernkirchen und somit zur Hannoverschen Landeskirche. Eine Notkirche war 1948 geweiht worden und diente als Filialkirche von Obernkirchen. 1959 wurde nach Plänen des Architekten Hachtmann aus Celle die Christuskirche errichtet.
Ferner gibt es in Bad Eilsen eine Neuapostolische Gemeinde mit ihrer 1988/89 erbauten Kirche sowie eine Freie evangelische Gemeinde.
Die katholische Kirche St. Johannes Evangelist wurde 1963 errichtet, sie gehörte zur Pfarrgemeinde St. Marien in Bückeburg. 2010 erfolgte ihre Profanierung. Heute befinden sich die nächstgelegenen katholischen Kirchen jeweils 4 km entfernt in Bückeburg und Obernkirchen.

## Politik

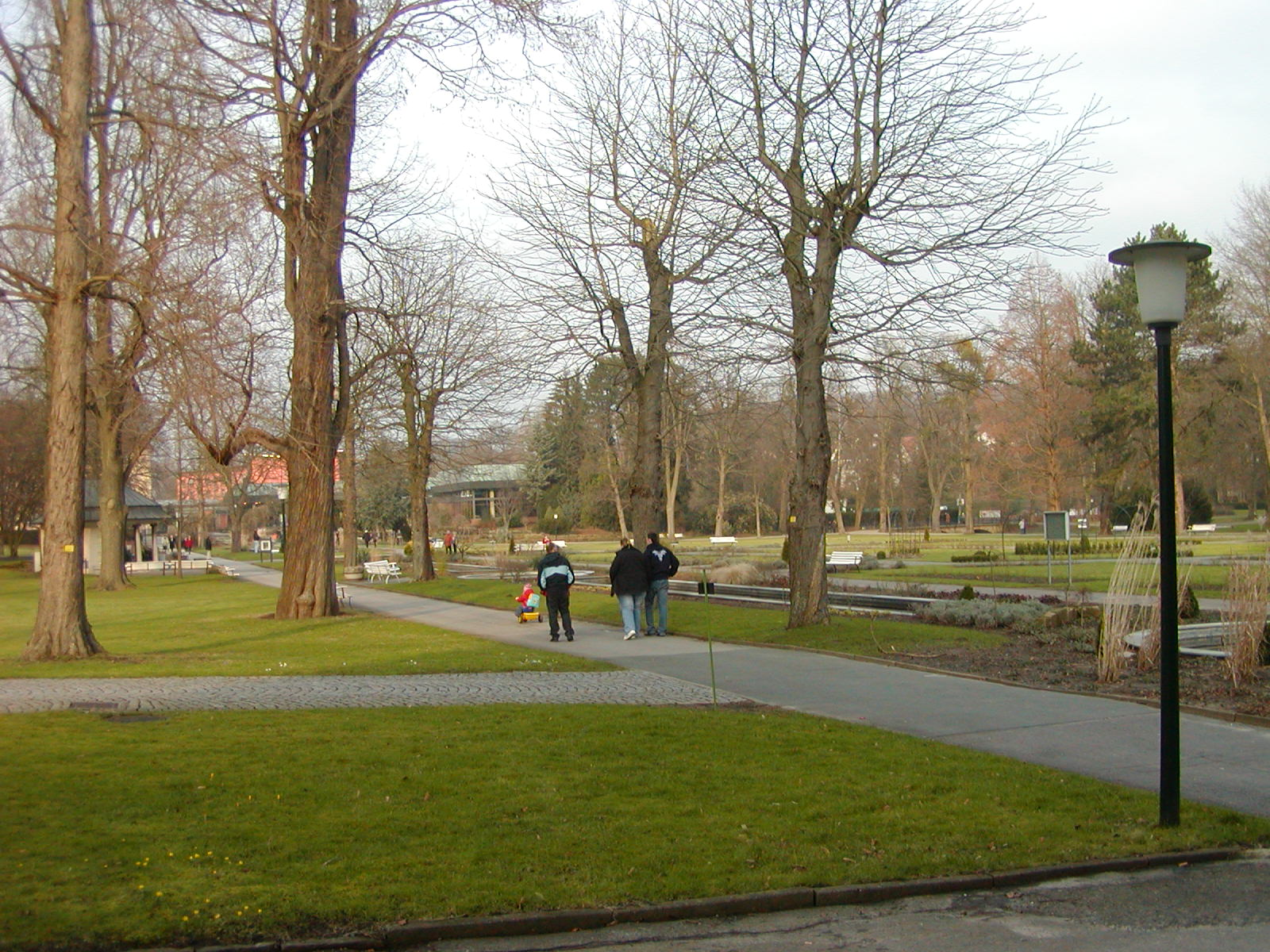
Kurpark Bad Eilsen

### Gemeinderat
Der Rat der Gemeinde besteht aus 13 Ratsfrauen und Ratsherren. Seit der Kommunalwahl 2021 verteilen diese sich wie folgt:
| SPD | CDU | Grüne | parteilos * |
| --- | --- | ----- | ----------- |
| 6   | 4   | 2     | 1           |

### Bürgermeisterin
Ehrenamtliche Bürgermeisterin von Bad Eilsen ist Christel Bergmann (SPD). Ihre Stellvertreter sind Carsten Schramm (SPD) und Dagmar Söhlke (CDU).

### Wappen
| Wappen von Bad Eilsen | Blasonierung: „In Rot zwischen zwei silbernen (weißen) Laubbäumen sechs silberne (weiße) Säulen mit Architrav, vor denen aus goldenem (gelbem) Becken ein silberner (weißer) Sprudel aufsteigt; oben ein silbernes (weißes) Nesselblatt, belegt mit einer roten Rose mit goldenem (gelbem) Kelch und grünen Blattspitzen.“                            |
| Wappen von Bad Eilsen | Wappenbegründung: Das 1950 verliehene Wappen basiert auf einem Wappen aus dem Jahre 1930, welches Otto Hupp entwarf. Die Bäume symbolisieren die waldreiche Gegend. Das Becken mit dem Sprudel sowie die Säulen weisen auf Bad Eilsen als Schwefelheilbad hin; das Nesselblatt erinnert an die frühere Zugehörigkeit zum Fürstentum Schaumburg-Lippe. |

## Kultur und Sehenswürdigkeiten
Sehenswert sind neben der erhaltenen historischen Architektur die Kuranlagen, der Kurpark mit dem Rosarium und altem Baumbestand insbesondere die Alleen, und das nahe Weserbergland.

### Museen
Das Heimatmuseum zeigt Ortsgeschichte und Trachten aus dem historischen Bad Eilsen.

### Regelmäßige Veranstaltungen
- Bauernmarkt im Mai und Oktober
- Mallorca Party im Kurpark im Juli
- Musikabend mit Feuerwerk im Kurpark im September
- Weihnachtsmarkt Rund um die Eilser Christus-Kirche am Samstag vor dem 1. Advent

## Wirtschaft und Infrastruktur

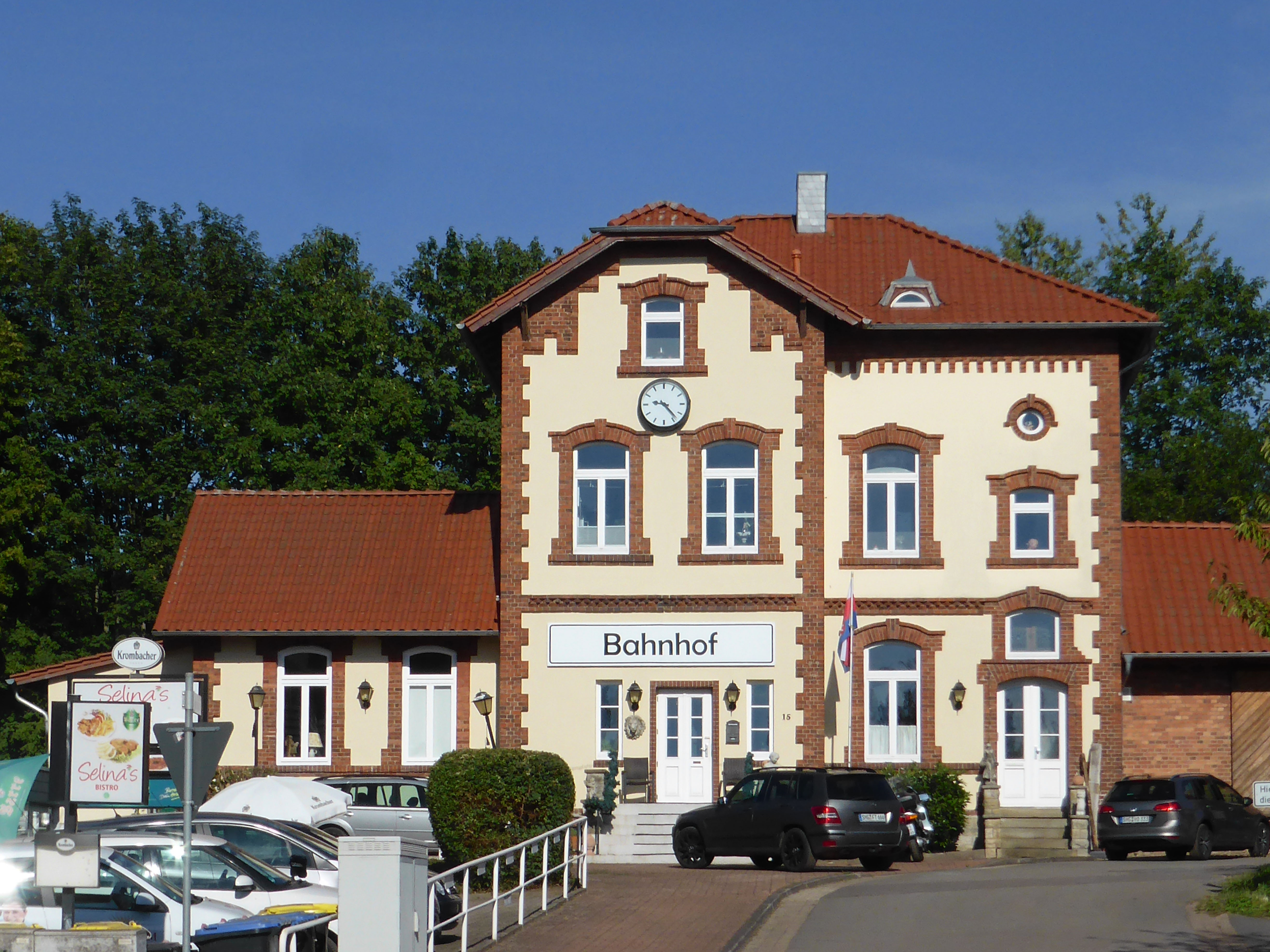
Bahnhof Bad Eilsen

Bad Eilsen lebt als Kurort hauptsächlich vom Fremdenverkehr und von der Niedersächsischen Steuerakademie (seit 1. August 2006), in der die fachtheoretische Ausbildung im mittleren Dienst der niedersächsischen Finanzverwaltung (gehobener Dienst am Standort Rinteln) sowie zentrale Fortbildungsveranstaltungen für die Bediensteten der niedersächsischen Finanzämter durchgeführt werden.
Bad Eilsen liegt an der Bahnstrecke Rinteln–Stadthagen; der regelmäßige Personenverkehr auf dieser Strecke ist aber bereits seit 1966 eingestellt. Die nächsten Personenbahnhöfe sind heute Bahnhof Bückeburg an der Bahnstrecke Hannover–Minden und Bahnhof Rinteln an der Bahnstrecke Elze–Löhne. Früher verband die Bad Eilsener Kleinbahn Bad Eilsen mit Bückeburg.
Südlich der Gemeinde verlaufen die Bundesautobahn 2 Oberhausen–Berlin mit der Anschlussstelle Bad Eilsen und die Bundesstraße 83 Bückeburg–Bebra.

## Persönlichkeiten
- Friedrich Heinrich Rinne (1852–1924), Chirurg
- Arno Roßlau (* 1948), Sanitätsoffizier, wohnhaft in Heeßen
- Ingo Günther (* 1957), Medienkünstler